# Solehebemaschine

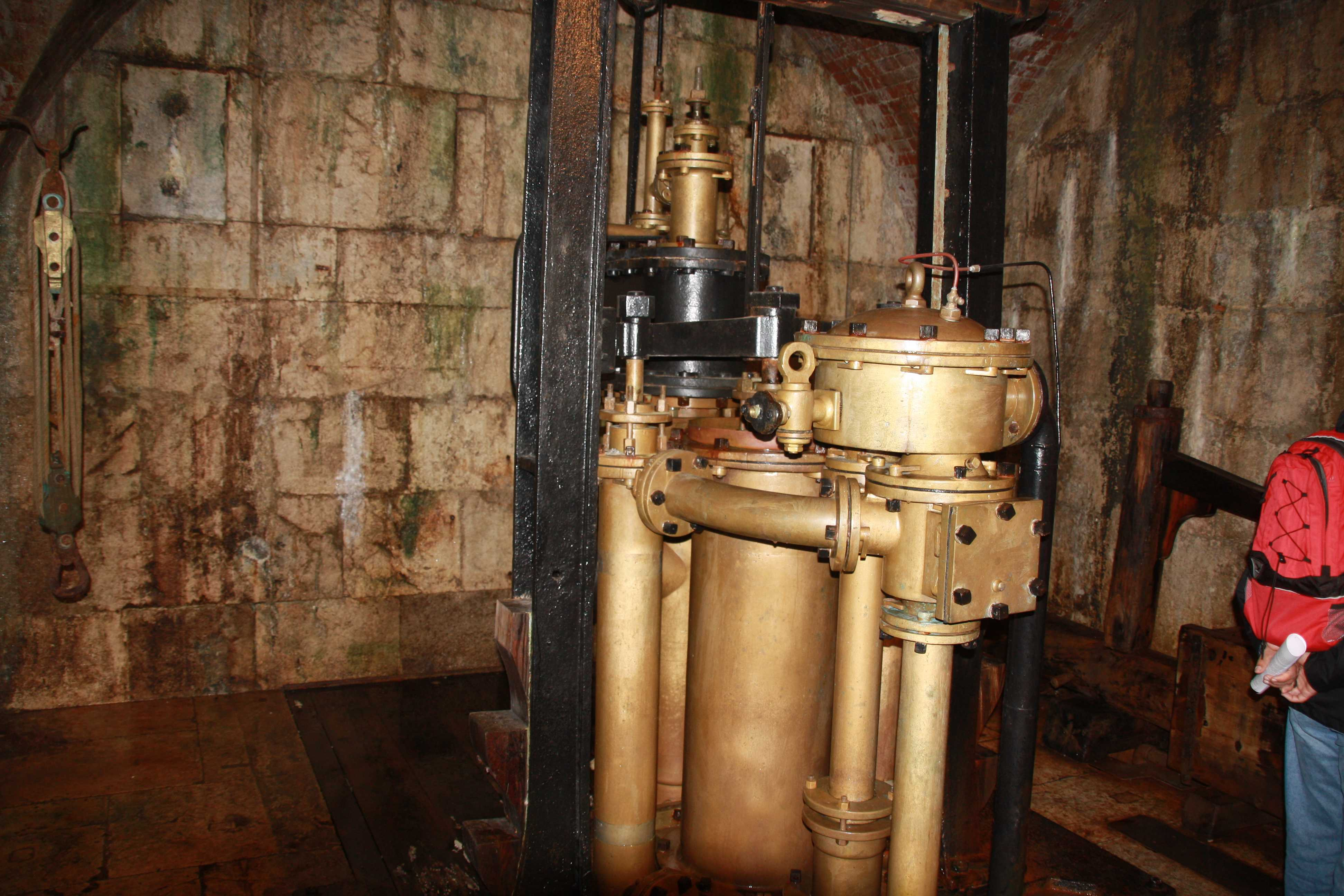
Solehebemaschine in der Alten Saline in Bad Reichenhall

Eine Solehebemaschine ist ein Wassermotor, der eingesetzt wurde, um Höhenunterschiede in einer Soleleitung zu überwinden.
Die erste Solehebemaschine entwickelte Simon Reiffenstuel. Diese kam bei der Soleleitung von Bad Reichenhall nach Traunstein zum Einsatz, die er gemeinsam mit seinem Vater  Hanns zwischen 1617 und 1619 erbaute. Die Pumpen überwanden in sieben Brunnhäusern einen Höhenunterschied von 340 Metern. 
Der Salinen- und Bergrat Georg Friedrich von Reichenbach entwickelte eine Form der Wassersäulenmaschine als Solehebemaschine. Diese Maschine kam ab 1810 an der Soleleitung Reichenhall – Traunstein – Rosenheim in den Brunnhäusern Siegsdorf, Nagling, Klaushäusl, Bergham und Mühlthal zum Einsatz. Als letzte wurde 1958 die Hebemaschine in Klaushäusl stillgelegt. Sie befindet sich noch in dem ehemaligen Brunnhaus, das heute als technisches Museum Klaushäusl eingerichtet ist. 